# Gustaf Adolf Boltenstern, Jr.
Gustaf Adolf Boltenstern, Jr. est un militaire et cavalier de dressage suédois né le 15 mai 1904 et décédé le 31 mars 1995. Il a remporté quatre médailles olympiques au cours de sa carrière sportive : deux médailles d’or et une médaille d’argent par équipe et une médaille de bronze en individuel. Il est le fils de Gustaf Adolf Boltenstern, également cavalier de dressage et médaillé olympique.